# Crebiche River
Der Crébiche River (auch: Mantipo River) ist ein kleiner Fluss im Nordosten von Dominica im Parish Saint Andrew.

## Geographie
Der Crébiche River entspringt am nördlichen Gipfel des Morne Concorde, auf ca. 320 m über dem Meer und fließt stetig nach Norden. Er passiert Windy Lodge und verläuft entlang der westlichen Gemarkung von Marigot und erhält bei Melville Estate noch einen kleinen Zufluss von links und Westen, bevor er in der Mango Hole Bay (Marigot Bay, nahe der Marigot Petrol Station) in den Atlantik mündet.
Nördlich und westlich schließt das Einzugsgebiet des Melville Hall Rivers an und nach Süden das Einzugsgebiet des Crapaud River (Ste Marie River) an.
In der Landzunge von Marigot im Osten münden noch weitere kleine, namenlose Bäche (Gutter).